# Caragana roborovskyi
Caragana roborovskyi är en ärtväxtart som beskrevs av Vladimir Leontjevitj Komarov. Caragana roborovskyi ingår i släktet karaganer, och familjen ärtväxter. Inga underarter finns listade i Catalogue of Life.